# 스티브 시드웰
스티븐 제임스 "스티브" 시드웰(Steven James "Steve" Sidwell, 1982년 12월 14일 완즈워스 ~ )은 잉글랜드 출신의 전 축구 선수이다. 포지션은 중앙 미드필더이다.